# عبد الله بن جحش
عبد الله بن جحش بن رئاب الأسدي (المتوفى سنة 3 هـ) صحابي بدري من السابقين إلى الإسلام، ومن المهاجرين، وهو ابن عمة النبي محمد ﷺ، هاجر إلى الحبشة ثم إلى يثرب، وشارك في غزوة بدر، واستشهد في غزوة أحد.

## سيرته
أسلم عبد الله بن جحش بن رئاب بن يعمر الأسدي مع أخويه عبيد الله وأبي أحمد قبل أن يدخل النبي محمد دار الأرقم ليدعو فيها، وهو ابن أميمة بنت عبد المطلب عمة النبي محمد، وأبوه كان حليفًا لحرب بن أمية، فهم بذلك حلفاء بني عبد شمس بن عبد مناف.
هاجر عبد الله مع أخويه عبيد الله وأبي أحمد إلى الحبشة، فتنصّر أخوه عبيد الله، وعاد هو إلى مكة. ثم هاجر مع أخوه أبي أحمد وعكاشة بن محصن وأبي سنان بن محصن وسنان بن أبي سنان وشجاع بن وهب وعقبة بن وهب وأربد بن حميرة ومعبد بن نباتة وسعيد بن رقيش ويزيد بن رقيش ومحرز بن نضلة وقيس بن جابر وعمرو بن محصن بن مالك ومالك بن عمرو وصفوان بن عمرو وثقاف بن عمرو وربيعة بن أكثم والزبير بن عبيد وهم حلفاء بني عبد شمس إلى يثرب، فنزلوا جميعًا على مبشر بن عبد المنذر. وقد آخى النبي محمد بينه وبين عاصم بن ثابت.
بعث النبي محمد عبد الله بن جحش على رأس سرية من المهاجرين إلى نخلة، وكتب له كتابا وقال له: «إذا سرت يومين، فانشره فانظر فيه، ثم امض لأمري الذي أمرتك به». شارك عبد الله بن جحش مع النبي محمد في غزوة بدر، كان ممن استشارهم النبي محمد في أمر الأسرى.
دعا عبد الله بن جحش قبل غزوة أحد فقال: «اللَّهُمَّ أُقْسِمُ عَلَيْكَ أَنْ أَلْقَى الْعَدُوَّ غَدًا فَيَقْتُلُونِي، ثُمَّ يَبْقُرُوا بَطْنِي، وَيَجْدَعُوا أَنْفِي، أَوْ أُذُنِي، أَوْ جَمِيعَهَا، ثُمَّ تَسْأَلُنِي: فِيمَ ذَلِكَ؟ فَأَقُولُ: فِيكَ»، وفي اليوم التالي استشهد عبد الله بن جحش، قتله أبو الحكم بن الأخنس بن شريق الثقفي، ومُثِّل بجثته، ودُفن مع خاله حمزة بن عبد المطلب في قبر واحد، وكان عُمره يوم قتل بضع وأربعين سنة. أما صفته، فكان رجلاً ليس بالطويل ولا القصير، كثير الشعر. وبعد وفاته كان النبي محمد وصيًا على ماله، فاشترى لابن عبد الله أرضًا بخيبر.